# Pipistrellus westralis
Pipistrellus westralis är en fladdermus i familjen läderlappar som förekommer i norra Australien.
Arten blir 34,4 till 42,2 mm lång (huvud och bål) och har en 29 till 37,2 mm lång svans. Öronen har ungefär en trekantig form med avrundade hörn och en längd på 8,1 till 11 mm. Pälsen och flygmembranen har en brunaktig färg i olika nyanser. Pipistrellus westralis skiljer sig från andra släktmedlemmar i avvikande detaljer av skallen och tanduppsättningen.
Utbredningsområdet sträcker sig längs norra Australiens kust från Western Australia över Northern Territory till Queensland. Fladdermusen hittas även på några tillhörande mindre öar. Habitatet utgörs främst av mangrove och dessutom besöks buskskogar och galleriskogar.
Artens läte har en frekvens mellan 44,0 och 49,3 kHz. Pipistrellus adamsi och Schreibers fladdermus har läten i liknande frekvenser och därför kan ljuden inte användas för att bestämma arten.
För Pipistrellus westralis är inga allvarliga hot kända. Den förekommer i flera naturskyddsområden. IUCN listar arten som livskraftig (LC).